# Khabib Nurmagomedov
Khabib Abdulmanapovitj Nurmagomedov (russisk skrivemåde: Хабиб Абдулманапович Нурмагомедов, avarisk skrivemåde: ХIабиб ГӀабдулманапил НурмухӀамадов, engelsk skrivemåde: Khabib Abdulmanapovich Nurmagomedov), (født 20. september 1988 i Sidli i distriktet Tsumadin i Republikken Dagestan, Rusland) er en ubesejret russisk MMA-udøver af avarisk ophav som siden 2011 har været på kontrakt med Ultimate Fighting Championship (UFC), hvor han kæmper i vægtklassen letvægt. Han har på nuværende tidspunkt rekorden i den længste ubesejrede sejrs-stime i MMA, med 28 sejre, og er den første russer der har vundet en UFC-titel. Han er i øjeblikket den nuværende UFC letvægts-mester. I september, 2018, var han #8 på den officielle UFC pound-for-pound-rangliste. Han er kendt for sine effektive nedtagninger og ground and pound.

## Tidlige liv
Khabib Nurmagomedov blev født 20. september 1988 i Sidli i distriktet Tsumadin i det moderne Republikken Dagestan, Rusland Han er den anden ud af tre søskende, inklusive en storebror Magomed og lillesøster Amina.
Med en succesfuld brydetræner som far, Abdulmanap Nurmagomedov, voksede Khabib Nurmagomedov op med brydning fra barnsben af.
I 2001 flyttede familien fra landet til delrepublikkens hovedstad, Makhatsjkala. Her opdagede han MMA gennem en video som inspirerede ham til at gå ind for sporten. Efter flere år med fristilbrydning i bagagen valgte hans far at introducere ham for judo da han var 15 år. Hans far ønskede at Khabib skulle træne i den traditionelle dragt, kaldet gi. Siden da har han opnået sort bælte i judo. Som 17-årig blev Khabib introduceret for sambo, en grappling-baseret kampsport som også tillader slag. Han opnåede at blive både russisk mester og senere to gange verdensmester i sambo. I sine ældre år boede han i en kort periode i Kyiv, Ukraine, hvor han trænede i Combat Dobro.

## MMA-karriere

### Tidlige karriere
I 2008 tog han skridtet over i mixed martial arts. Efter 16 sejre i træk i mindre organisationer, skrev han kontrakt med UFC i slutningen af 2011.

### Ultimate Fighting Championship

#### Tidlige kampe
I slutningen af 2011, skrev Nurmagomedov en 6-kamps-aftale i UFC’s letvægts-klasse.
I sin UFC-debut, den 20. januar, 2012 på UFC on FX 1, besjerede Nurmagomedov, Kamal Shalorus via submission i 3. omgang.
Nurmagomedov besejrede herefter Gleison Tibau den 7. juli, 2012 i UFC 148 via enstemmig afgørelse.
Nurmagomedov næste kamp var mod Thiago Tavares den 19. januar, 2013 i UFC on FX 7. Han vandt via K.O. i 1. omgang.
Nurmagomedov mødte Rafael dos Anjos den 19. april, 2014 i UFC on Fox 11. Han dominerede kampen via enstemmig afgørelse.
Nurmagomedov skulle have mødt Donald Cerrone den 27. september, 2014 i UFC 178. Men kampen blev aflyst efter at Nurmagomedov fik en knæskade. Han skulle senere have mødt Donald Cerrone den 23. maj, 2015 i UFC 187. Men, Nurmagomedov meldte afbud til kampen den 30. april på grund af en tilbagevendende knæskade. Han blev erstattet af John Makdessi.
I september, 2016 underskrev Nurmagomedov to kontrakter om en titelchance mod den regerende UFC-letvægts-mester, Eddie Alvarez, i enten UFC 205 eller UFC 206 kampprogrammet, hvor Dana White bekræftede kampen mellem de to til UFC 205. Men den 26. september offentliggjorde UFC at Alvarez i stedet skulle forsvare titlen mod Conor McGregor. Nurmagomedov udtrykte sin utilfredshed herved gennem social medier, ved at kalde Alvarez for en "bullshit champ" for at have afvist en kamp og for at møde McGregor i stedet, og ved at beskylde UFC for at være et "freak show".
Nurmagomedov mødte Edson Barboza den 30. december, 2017 i UFC 219. Nurmagomedov dominerede alle 3 omgange i kampen hvor han fik Barboza ned med adskillige take-downs og dominerede kampen via ground and pound. Han vandt kampen ved enstemmig afgørelse og vandt med den sjældne score 30-24 på alle 3 dommerstemmer.  Sejren tildelte ham ligeledes hans første Performance of the Night bonus.

#### UFC Letvægts-mester
Fredag, den 3. august, 2018, blev det offentliggjort at Nurmagomedov skulle kæmpe sit første UFC-letvægt-titelforsvar mod Conor McGregor i UFC 229 den 6. oktober i Las Vegas.

## Kontroverser

### Busulykke på UFC 223 Mediedag
I april 2018 blev et filmklip lagt ud på Internettet af et tilfældigt møde mellem Nurmagomedov og den russiske MMA-udøver Artem Lobov på et hotel i Brooklyn op til stævnet ved UFC 223. Klippet viste Nurmagomedov konfrontere Lobov med beskyldninger om negative udtalelser om ham. De to grupper har en lang historie bestående af fornærmelser og konfrontationer. Få dage senere dukkede Lobov op sammen med sin træningspartner Conor McGregor og en bande af andre uden for en bus som fragtede Nurmagomedov og flere andre udøvere såsom Rose Namajunas, Al Iaquinta, Karolina Kowalkiewicz, Ray Borg, og Michael Chiesa som skulle i kæmpe i UFC 223. Provokeret over Nurmagomedovs påtrængende og aggressive fremtoning overfor sin russiske træningspartner, gik Conor McGregor til hævnangreb på bussen med et bord. Resultatet blev en knust rude som skadede de to udøvere Chiesa and Borg, der sad inde i bussen. De røg begge på hospitalet og blev fjernet fra stævnets program. Nurmagomedov og McGregor havde været på kollisionskurs i længere tid og hændelsen gjorde et opgør nærmest uundgåeligt. Den 3. august, 2018 blev en kamp mellem de to officielt offentliggjort som hovedkampen ved stævnet UFC 229 i Las Vegas den 6. oktober, 2018.

## Privatliv
Nurmagomedov blev gift i juni, 2013. Han har en datter og en søn. Han er fan af Ansji Makhatjkala og Real Madrid-fodboldklubberne såvel som Ruslands fodboldlandshold.
Han har også trænet med SC Bazarganova i Kisiljurt i Dagestan (2012), Mamishev Fight Team i Sankt Petersborg (2012), Fight Spirit Team i Kolpino, Sankt Petersborg (2013), og KHK MMA Team i Bahrain (2015). I 2016, medstiftede han sin egen klub, "Eagles MMA Team" med Sijavudin Magomedov. Andre kæmpere i Eagles MMA Team inkluderer Ali Bagautinov, Vitalij Minakov, Islam Makhatjev, Vladimir Minejev, Sergej Pavlovitj, Akhmed Alijev og Mikhail Mokhnatkin. Nurmagomedov er en dedikeret Sunnimuslim og han optræder i EA Sports UFC 2 hvilket har skabt en del kontrovers da hans karakter laver Korsets tegn (højre til venstre) efter en sejr. EA undskyldte og sagde at de ville ændre fejltagelsen.
Nurmagomedov er en af flere kampsportsudøvere som har høstet kritik for at gæste Republikken Tjetjenien på invitation fra den russiske delrepubliks præsident Ramsan Kadyrov for at promovere Kadyrovs satsning på kampsport. Nurmagomedov sluttede sig til forsvarerne af Ramsan Kadyrov mod kritikken han blev tildelt i 2016 af den russiske MMA-legende og præsident for det russiske MMA-forbund, Fjodor Jemeljanenko, for at have arrangeret et MMA-stævne hvor også hans tre børn under tolv år kæmpede mod jævnaldrende. Jemeljanenko påpegede at i Rusland har barn under tolv år hverken lov til at deltage eller overvære MMA-stævner, og at udøverne på stævnet manglede det nødvendige beskyttelsesudstyr påkrævet for alle udøvere under 21 år.

## Mesterskaber og hæder

### MMA
- Ultimate Fighting Championship
  - UFC-letvægts-mester (1 gang, nuværende)
  - Første russisk-fødte UFC-mester
  - Flest takedowns i en UFC-kamp (21 takedowns i 27 forsøg; 3 omgange) vs. Abel Trujillo.[40]
  - Performance of the Night (1 gang) vs. Edson Barboza[41]
- Atrium Cup
  - Pankration Atrium Cup 2008 turneringsvinder
- M-1 Global
  - M-1 Challenge: 2009 Selections
- Sherdog.com
  - 2013 Breakthrough Fighter of the Year.[42]
  - 2016 Beatdown of the Year (vs. Michael Johnson).[43]
  - 2016 Comeback Fighter of the Year[44]
- Fightbooth.com
  - 2013 Staredown of the Year (vs. Abel Trujillo).[45]
- MMAdna.nl
  - 2017 Performance of the Year
- World MMA Awards
  - 2016 International Fighter of the Year.[46]

### Sambo
- World Combat Sambo Federation
  - 2009 World Combat Sambo Championships (-74 kg) Guldmedaljevinder[47][48]
  - 2010 World Cup in Combat Sambo (-82 kg) Sølvmedaljevinder[49][50]
  - 2010 World Combat Sambo Championships (-82 kg) Guldmedaljevinder[51]
- Combat Sambo Federation of Russia
  - 2009 Russian Combat Sambo Championships (-74 kg) Guldmedaljevinder[52][53]
- All-Russian Sambo Federation
  - Russian Combat Sambo National Championships 21st (2010)[54] (World Team Trials-FIAS)

### Grappling
- NAGA World Championship
  - 2012 Men's No-Gi Expert Welterweight Champion [55]
  - 2012 ADCC Rules No-Gi Expert Welterweight Champion [55]

### ARB(Army Hand-to-Hand Combat)
- Russian Union of Martial Arts
  - European Champion of Army Hand-to-Hand Combat

### Pankration
- International Pankration federation 
  - European Pankration Champion

## Rekordliste
| Resultat | Rekordliste | Modstander              | Metode                        | Arrangement                                     | Dato              | Omgang | Tid  | Sted                                  | Noter                                                                                       |
| -------- | ----------- | ----------------------- | ----------------------------- | ----------------------------------------------- | ----------------- | ------ | ---- | ------------------------------------- | ------------------------------------------------------------------------------------------- |
| Sejr     | 29-0        | Justin Gaethje          | Submission(Triangle choke)    | UFC 254                                         |                   | 2      |      |                                       |                                                                                             |
| Sejr     | 28–0        | Dustin Poirier          | Submission (rear naked choke) | UFC 242                                         | 7. september 2019 | 3      | 2:06 | Abu Dhabi, Forenede Arabiske emirater | Forsvarede og forenede UFC-letvægts mesterskabs titlen Tildelt: "Performance of the Night". |
| Sejr     | 27–0        | Conor McGregor          | Submission (neck crank)       | UFC 229                                         | 6 October 2018    | 4      | 5:00 | New York                              | Forsvarende UFC-mester i letvægt.                                                           |
| Sejr     | 26–0        | Al Iaquinta             | Enstemmig afgørelse           | UFC 223                                         | 7 april 2018      | 5      | 5:00 | New York                              | Blev UFC-mester i letvægt.                                                                  |
| Sejr     | 25–0        | Edson Barboza           | Enstemmig afgørelse           | UFC 219                                         | 30 december 2017  | 3      | 5:00 | Las Vegas                             |                                                                                             |
| Sejr     | 24–0        | Michael Johnson         | Submission (kimura)           | UFC 205                                         | 12 november 2016  | 3      | 2:31 | New York                              |                                                                                             |
| Sejr     | 23–0        | Darrell Horcher         | TKO (slag)                    | UFC on Fox: Teixeira vs. Evans                  | 16 april 2016     | 2      | 3:38 | Tampa                                 |                                                                                             |
| Sejr     | 22–0        | Rafael dos Anjos        | Enstemmig afgørelse           | UFC on Fox: Werdum vs. Browne                   | 19 april 2014     | 3      | 5:00 | Orlando                               |                                                                                             |
| Sejr     | 21–0        | Pat Healy               | Enstemmig afgørelse           | UFC 165                                         | 21 september 2013 | 3      | 5:00 | Toronto                               |                                                                                             |
| Sejr     | 20–0        | Abel Trujillo           | Enstemmig afgørelse           | UFC 160                                         | 25 maj 2013       | 3      | 5:00 | Las Vegas                             |                                                                                             |
| Sejr     | 19–0        | Thiago Tavares          | TKO (slag og albuer)          | UFC on FX: Belfort vs. Bisping                  | 19 januar 2013    | 1      | 1:55 | São Paulo                             |                                                                                             |
| Sejr     | 18–0        | Gleison Tibau           | Enstemmig afgørelse           | UFC 148                                         | 7 juli 2012       | 3      | 5:00 | Las Vegas                             |                                                                                             |
| Sejr     | 17–0        | Kamal Shalorus          | Submission (rear-naked choke) | UFC on FX: Guillard vs. Miller                  | 20 januar 2012    | 3      | 2:08 | Nashville                             | Debut i UFC.                                                                                |
| Sejr     | 16–0        | Arymarcel Santos        | TKO (slag)                    | ProFC 36: Battle on the Caucas                  | 22 oktober 2011   | 1      | 3:33 | Chasavjurt                            |                                                                                             |
| Sejr     | 15–0        | Vadim Sandulskij        | Submission (triangle choke)   | ProFC / GM Fight: Ukraine Cup 3                 | 15 september 2011 | 1      | 3:01 | Odessa                                |                                                                                             |
| Sejr     | 14–0        | Hamiz Mamedov           | Submission (triangle choke)   | ProFC: Battle on Don                            | 5 august 2011     | 1      | 3:51 | Rostov-na-Donu                        |                                                                                             |
| Sejr     | 13–0        | Kadzjik Abadzjjan       | Submission (triangle choke)   | ProFC: Union Nation Cup Final                   | 2 juli 2011       | 1      | 4:28 | Rostov-na-Donu                        |                                                                                             |
| Sejr     | 12–0        | Asjot Sjahinyan         | KO (slag)                     | ProFC: Union Nation Cup 15                      | 6 maj 2011        | 1      | 2:18 | Simferopol                            |                                                                                             |
| Sejr     | 11–0        | Said Chalilov           | Submission (kimura)           | ProFC: Union Nation Cup 14                      | 9 april 2011      | 1      | 3:16 | Rostov-na-Donu                        |                                                                                             |
| Sejr     | 10–0        | Aleksandr Agafonov      | TKO (hörnan bryter)           | M-1 Selection Ukraine 2010: The Finals          | 12 februar 2011   | 2      | 5:00 | Kyiv                                  |                                                                                             |
| Sejr     | 9–0         | Vitalij Ostrovskij      | TKO (slag)                    | M-1 Selection Ukraine 2010: Clash of the Titans | 18 september 2010 | 1      | 4:06 | Kyiv                                  |                                                                                             |
| Sejr     | 8–0         | Ali Bagov               | Enstemmig afgørelse           | Golden Fist Russia                              | 10 juni 2010      | 2      | 5:00 | Moskva                                |                                                                                             |
| Sejr     | 7–0         | Sjachbulat Sjamchalajev | Submission (kimura)           | M-1 Challenge: 2009 Selections 9                | 3 november 2009   | 1      | 4:36 | Sankt Petersburg                      |                                                                                             |
| Sejr     | 6–0         | Eldar Eldarov           | TKO (slag)                    | Tsumada Fighting Championship 3                 | 8 august 2009     | 2      | 2:44 | Agvali                                |                                                                                             |
| Sejr     | 5–0         | Said Achmed             | TKO (slag)                    | Tsumada Fighting Championship 3                 | 8 august 2009     | 1      | 2:05 | Agvali                                |                                                                                             |
| Sejr     | 4–0         | Sjamil Abdulkerimov     | Enstemmig afgørelse           | Pankration Atrium Cup 1                         | 11 oktober 2008   | 2      | 5:00 | Moskva                                |                                                                                             |
| Sejr     | 3–0         | Ramazan Kurbanismailov  | Enstemmig afgørelse           | Pankration Atrium Cup 1                         | 11 oktober 2008   | 2      | 5:00 | Moskva                                |                                                                                             |
| Sejr     | 2–0         | Magomed Magomedov       | Enstemmig afgørelse           | Pankration Atrium Cup 1                         | 11 oktober 2008   | 2      | 5:00 | Moskva                                |                                                                                             |
| Sejr     | 1–0         | Vüsjal Bajramov         | Submission (rear-naked choke) | CSFU: Champions League                          | 13 september 2008 | 2      | 2:20 | Poltava                               |                                                                                             |